# Малий Карлиган
Малий Карлига́н (рос. Малый Карлыган, марій. Изи Карлыган) — присілок у складі Марі-Турецького району Марій Ел, Росія. Входить до складу Карлиганського сільського поселення.

## Населення
Населення — 107 осіб (2010; 110 у 2002).
Національний склад (станом на 2002 рік):
- удмурти — 94 %